# Оскалуса (Айова)
Оскалуса (англ. Oskaloosa) — город и административный центр округа Махаска в Айове в Соединённых Штатах Америки.
Население составляло 11 558 человек по данным переписи населения США 2020 года, что заметно меньше, чем во время предыдущей переписи 2010 года (11 463).

## История
В конце XIX — начале XX века город Оскалуса был национальным центром добычи битуминозного угля.

## География
По данным Бюро переписи населения США, общая площадь города Оскалуса составляет 7,45 квадратных миль (19,30 км2), из которых 7,43 квадратных миль (19,24 км2) — это суша и 0,02 квадратных мили (0,05 км2) — вода.